# استوارت، بریتیش کلمبیا
استوارت، بریتیش کلمبیا (به انگلیسی: Stewart, British Columbia) یک منطقهٔ مسکونی در کانادا است که در کیتیمت-استیکین واقع شده‌است. استوارت ۵۵۲٫۰۸ کیلومتر مربع مساحت و ۴۹۴ نفر جمعیت دارد و ۰ متر بالاتر از سطح دریا واقع شده‌است.